# مارتینا یاشکه
مارتینا یاشکه (انگلیسی: Martina Jäschke؛ زادهٔ ۶ مهٔ ۱۹۶۰) شیرجه‌رو اهل آلمان بود.